# Oława Zachodnia
Oława Zachodnia – planowany przystanek osobowy w Oławie, w województwie dolnośląskim, w Polsce. W 2022 r. podpisano umowę na jego budowę. Oddany do użytku został 15 czerwca 2025 roku.